# Борино (Вологодская область)
Борино — упразднённая деревня в Великоустюгском районе Вологодской области России.

## География
Урочище находится в северо-восточной части области, в подзоне средней тайги, к востоку от Северной Двины, на расстоянии примерно 7 километров (по прямой) к востоко-северо-востоку от города Великий Устюг, административного центра района.

### Климат
Климат характеризуется как умеренно континентальный, с холодной продолжительной зимой и умеренно тёплым летом. Среднегодовая температура воздуха — +1,5 °C. Средняя температура воздуха самого холодного месяца (января) — −13,8 °C (абсолютный минимум — −48 °С), средняя температура самого тёплого (июля) — +16,8 °С (абсолютный максимум — +38 °С). Годовое количество атмосферных осадков составляет около 673 мм, из которых около 445 мм выпадает в тёплый период. Снежный покров держится в течение 166 дней.

## История
В «Списке населенных мест Вологодской губернии по сведениям 1859 года» населённый пункт упомянут как деревня Устюжского уезда, расположенная при озере Поповском, в 10 верстах от уездного города. В деревне имелось 7 дворов и проживало 24 человека (11 мужчин и 13 женщин).
По данным 1914 года, в деревне проживало 17 человек (10 мужчин и 7 женщин). В административном отношении входила в состав Богородского сельского общества Шемогодской волости Велико-Устюгского уезда. Упразднена не позднее 1973 года.